# 바하무트 - 배틀 오브 레전드
바하무트 - 배틀 오브 레전드(Rage of Bahamut)는 Cygames가 개발하고 DeNA가 배급한 디지털 수집 가능한 카드 배틀 게임이다. 2011년 일본, 2012년 전 세계에서 모바게의 모바일 게임 네트워크에 공개된 소셜 카드 게임이었다.
이 게임은 2012년 8월 7일 일본 밖에서 300만 명을 돌파했다. 이 게임은 2012년 12월 현재 전 세계적으로 천만 명 이상의 플레이어를 보유하고 있다. Rage of Bahamut는 2012년 2월 전세계적으로 출시되었으며 4월부터 16주 이상 동안 미국 구글 플레이에서 최고 매출 차트에서 1위를 차지했다. 이 게임은 2012년에 월 4억 원의 매출을 올렸다. 2012년 6월 12일 현재 미국 앱스토어 Top Grounding Chart에서 1위를 차지하였으며, 2016년 2월 DeNA가 세계/미국 시장에서 철수하여 영어 버전 서버를 종료할 때까지 현지에서 인기를 유지하였다.
오리지널 Rage of Bahamut(신기노바하무트)는 플레이어들이 카드에서 파워를 뽑아내며 세계를 누비는 판타지 모험 게임이다. '남자'와 '신들' 또는 '데몬들' 카드 중 하나를 선택한 후, 플레이어들은 다양한 독특한 카드를 수집, 합성, 진화를 통해 팀뿐만 아니라 자신들도 만들고 강화한다.
그 카드는 주문 대 주문 '성전' 또는 주문 대 게임 이벤트 '드래곤의 각성'과 같은 주문 대 게임 이벤트 또는 후드의 에르미트 등 다양한 팀 중심의 활동에 사용된다.
세 편의 애니메이션 시리즈가 Rage of Bahamut 게임에서 각색되었다.  Rage of Bahamut: Genesis, Rage of Bahamut: Virgin Soul, 그리고 Manaria Friends.

## 성전
성전은 평균 5일의 기간으로, 선수들(주문자)이 서로 이기려고 노력하는 기간이다. 상대 선수의 공격과 패배가 성공할 때마다 공격 사슬에 하나의 '링크'를 더하는 것은 물론 선수와 주문에 대한 점수를 얻는다. 전투 기간이 끝날 때 포인트가 가장 많은 질서가 승리한다. 전투 기간은 일반적으로 90–120분[미국 버전에서는 60분] 동안 지속된다. 전투 중에는 보통 '홀리 파우더'를 사용하여 공격에 기름을 붓고 '홀리 워 포인트'를 더욱 배가시키는 공격 체인을 만든다. 성공하는 선수 대 선수 (PVP) 공격과 벽/성곽 공격은 전체 질서 또는 특정 구성원의 공격, 방어, 성전 포인트 획득에 사용되는 '스펠 파워' 포인트를 부여한다. 2014년 6월 24일, 게임의 다른 요소들을 개선하기 위해 홀리 워가 중단되었다. 이 때문에 홀리워즈 스킬을 갖춘 이전의 모든 카드는 캐슬 크루셔스 스킬로 전환된다. 성전이 재개되면 기술은 되돌아갈 것이다. 현재 홀리워즈는 다른 행사에서는 중단된다.

## 성전에서 사용되는 스킬들
주문 내 각각의 다른 위치는 그 위치 특유의 맞춤법 파워 능력을 가지고 있다. 오더 리더의 포지션 스킬을 '신기'라고 하며, 활성화되면 각 오더 멤버의 공격력과 10분 동안 획득한 성전 포인트를 상승시킨다. 부주석의 포지션 스킬은 '브레이브하트'로 명명되며, 활성화되면 오더 멤버의 공격, 방어, 획득한 성전 포인트를 올리고, 상대에게 '풀포스 공격'을 사용할 수 없게 한다. 부주석과 오더리더가 동시에 포지션 스킬을 활성화할 수는 없다. 수비리더들의 포지션 스킬은 '팔랑스'로 명명돼 수비리더만 유일하게 공격할 수 있고, 공격력 50미만의 공격이 수비력을 떨어뜨리지 않도록 수비력을 끌어올린다. 그것은 6분 동안 지속된다. 공격 리더의 포지션 스킬은 워크라이(Warcry)라는 이름이 붙으며 상대 수비를 상당 부분 낮추지만 한 번의 전투만 지속한다. 서포트 리더의 포지션 스킬을 '부스트(Boost)'라고 명명해 다른 멤버의 공격력과 수비력을 회복하거나 한 선수에게 수비력을 부여한다. 마지막으로 정규 멤버 포지션은 공격력을 회복하고 스펠링 파워를 회복하기 위해 다른 멤버들에게 "엘"할 수 있다.

## 이벤트
성전 사이에 이벤트가 생긴다. 랜덤 이벤트는 일반적으로 플레이어가 상사를 '발견'하고 상금을 얻기 위해 상사를 물리치기 위해 퀘스트에 참여하게 한다. 1급 급습 상사는 2급 전에 패배해야 하며, 더 큰 상사는 '발견'될 수 있으며, 일반적으로 3명이 있다. 기습 상사들은 패배할 때 계속해서 레벨, 공격, 건강 포인트를 얻고 그들의 보상은 패배의 어려움과 그들을 패배시키는 데 주어진 시간과 함께 증가한다. 1급 급습 상사들은 1차 공격만 허용하고, 그들을 쓰러뜨리는 데 협조할 것을 요구하는 사람들은 도움을 요청한다. 두 번째 계층의 공격 보스는 모든 공격자가 일반적으로 100-200명 정도의 선수까지 다른 공격자에게 도움을 요청할 수 있도록 허용한다. 이벤트는 플레이어가 표준 5가 아닌 10개의 카드 덱을 사용할 수 있다는 점에서 성전이나 게임 장기 퀘스트와는 차이가 있으며, 이벤트에서 레이드 보스에게 피해를 주는 스킬을 가진 구체적인 '이벤트 카드'가 있다.

## 인 게임 재화
Rage of Bahamut 게임 내 통화는 "모바 코인"[또는 세계/미국 버전을 위한 iOS 상의 RageMedals]으로 명명된다. 모바코인은 실제 돈으로 구매할 수 있으며 카드팩, 성스러운 가루, 치료수, 마법원 등의 구매에 활용할 수 있다. 게임 플레이어는 주로 신성 분말을 가장 존중하며 이를 활용해 경매장 '바자르'에서 카드를 구입하거나 다른 아이템을 거래하거나 성전/이벤트에 사용해 더 높은 랭킹과 보상을 받는다.

## 해킹 사건
처음에 Rage of Bahamut은 다른 선수들에게 트레이드 될 수 있는 것, 인수 후 트레이드할 수 있는 시간, 그리고 강력한 카드식 덱을 만들 수 있는 추가적인 선수 능력을 위해 대체 프로필을 얼마나 만들 수 있는지에 대한 제한이 없었다. 바자회 제도가 마련되어 있지 않았기 때문에 선수들은 카드와 아이템을 다른 사람에게 의존해야 했다. 그러나 엄청난 계정 해킹이 일어났고 그 이후[모든 이벤트, 게임 내 구매 및 거래 능력을 3주간 정지시켜 많은 플레이어가 안절부절못하게 만들었다]. 바하무트의 분노는 2주 동안 [새로운 선수, 새로 결성된 동료 또는 신규 회원들 사이의 주문] 거래를 허용하지 않았고, 선수-선수 트레이드의 요건을 대체하기 위해 경매장 시스템을 설치했다. 또한 해킹 시도로부터 계정이 안전한지 보다 안전한 방법을 구현했다.

## 일판
일본에서는 DeNA(주)가 운영하는 국내 모바지의 네트워크에서 오리지널 Rage of Bahamut가 HTML 기반 브라우저 게임으로 제공되고 있다. 모바지의 전 세계 네트워크에서는 Rage of Bahamut가 안드로이드와 iOS 사용자 모두를 위한 스마트폰 앱으로 제공된다.

## 영판
영어 게임은 2016년 2월 29일에 종료되었다.

## 한글판
2012년 8월 31일 한국에서도 다음 모바게를 통해 서비스를 시작하였다.
2014년 10월 28일에 한국 서비스가 종료되었다.